# Cap del Pla (Oliola)
El Cap del Pla és una muntanya de 631 metres que es troba entre els municipis d'Oliola i de Ponts, al Segre Mitjà, a la comarca catalana de la Noguera.
Al cim podem trobar-hi un vèrtex geodèsic (referència 265101001).